# Aoua Kéita
Aoua Kéita, född 12 juli 1912 i 
Bamako i Mali, död där 7 maj 1980, var en malisk barnmorska och politiker. År 1960 var hon den första kvinnan från  Franska Västafrika som valdes in i Malis nationalförsamling.
Kéita gick i flickskola och avlade examen i en klosterskola år 1928 varefter hon, på uppmaning av sin far flyttade till 
Dakar i Senegal för att 
utbilda sig till barnmorska.
Kéitas erfarenheter från arbetet som barnmorska präglade hennes politiska bana. Tillsammans med sin första man, läkaren Daouda Diawara, var hon aktiv inom socialistpartiet Rassemblement Démocratique Africain (RDA). Hon förvisades till Senegal och senare till ett gränsområde mellan dåvarande Franska Sudan och Mauretanien på grund av sin militanta framtoning. År 1956 flyttade hon tillbaka till Bamako  och valdes in i partiets centralkommitté. Samma år grundade hon en kvinnlig fackförening.
Kéita skilde sig från sin man då paret inte kunde få barn och gifte sig senare om med politikern och senare talmannen för Malis nationalförsamling 
Mahamane Alassane Haïdara. Hon slutade som barnmorska år 1966 och efter en militärkupp år 1968, där president Modibo Keïta störtades, flyttade paret till Brazzaville i Kongo-Brazzaville där Kéita skrev sin prisbelönade självbiografi Femme d'Afrique. När förhållandena i Mali hade stabiliserats flyttade paret tillbaka till Bamako.